# 韋伯斯特冰川
79°6′S 86°11′W / 79.100°S 86.183°W
韋伯斯特冰川（英語：Webster Glacier）是南極洲的冰川，位於埃爾斯沃思地，屬於赫里蒂奇嶺中方德斯峰的一部分，美國地質調查局根據測量和該國海軍的空中照片繪入地圖，現時由南極條約體系管理。